# روجر جوزيف
روجر جوزيف (بالإنجليزية: Roger Joseph)‏ (24 ديسمبر 1965 ببادنغتون في المملكة المتحدة - ) هو لاعب كرة قدم بريطاني في مركز الظهير. شارك مع منتخب إنجلترا لكرة القدم الرديف. أما مع النوادي، فقد لعب مع تشيلسي ونادي برينتفورد ونادي ليتون أورينت ونادي ميلوول ووست بروميتش ألبيون ونادي ويمبلدون ونادي كينغز لين وإيه أف سي ويمبلدون ونادي ليذرهيد ونادي ساوثال.

## وصلات خارجية
- روجر جوزيف على موقع قاعدة بيانات كرة القدم.إي يو (الإنجليزية)
- روجر جوزيف على موقع Soccerbase.com (لاعب) (الإنجليزية)
- روجر جوزيف على موقع عالم كرة القدم.نت (الإنجليزية)